# Lahage (Haute-Garonne)
Pour les articles homonymes, voir Lahage.
Ne doit pas être confondu avec La Hague.
Lahage est une commune française située dans le centre du département de la Haute-Garonne en région Occitanie.
Sur le plan historique et culturel, la commune est dans le Pays toulousain, qui s’étend autour de Toulouse le long de la vallée de la Garonne, bordé à l’ouest par les coteaux du Savès, à l’est par ceux du Lauragais et au sud par ceux de la vallée de l’ Ariège et du Volvestre. Exposée à un climat océanique altéré, elle est drainée par la Boulouze, le ruisseau le riou tort et par divers autres petits cours d'eau. La commune possède un patrimoine naturel remarquable composé d'une zone naturelle d'intérêt écologique, faunistique et floristique.
Lahage est une commune rurale qui compte 205 habitants en 2022, après avoir connu une forte hausse de la population depuis 1975. Elle fait partie de l'aire d'attraction de Toulouse. Ses habitants sont appelés les lahagois ou  lahageoises.

## Géographie

### Localisation
La commune de Lahage se trouve dans le département de la Haute-Garonne, en région Occitanie.
Elle se situe à 36 km à vol d'oiseau de Toulouse, préfecture du département, à 21 km de Muret, sous-préfecture, et à 26 km de Cazères, bureau centralisateur du canton de Cazères dont dépend la commune depuis 2015 pour les élections départementales.
La commune fait en outre partie du bassin de vie de Rieumes.
Les communes les plus proches sont : 
Montgras (1,4 km), Forgues (1,7 km), Sabonnères (2,7 km), Plagnole (3,1 km), Pébées (3,5 km), Monès (3,6 km), Beaufort (4,5 km), Bragayrac (4,5 km).
Sur le plan historique et culturel, Lahage fait partie du pays toulousain, une ceinture de plaines fertiles entrecoupées de bosquets d'arbres, aux molles collines semées de fermes en briques roses, inéluctablement grignotée par l'urbanisme des banlieues.
Lahage est limitrophe de cinq autres communes dont deux dans le département du Gers.
Les communes limitrophes sont  Forgues, Montgras, Pébées, Rieumes et Saint-Loube.
| Pébées (Gers)      | Montgras |         |
| Saint-Loube (Gers) | Lahage   | Rieumes |
|                    | Forgues  |         |

### Géologie et relief
La superficie de la commune est de 765 hectares ; son altitude varie de 223  à   333 mètres.

### Hydrographie

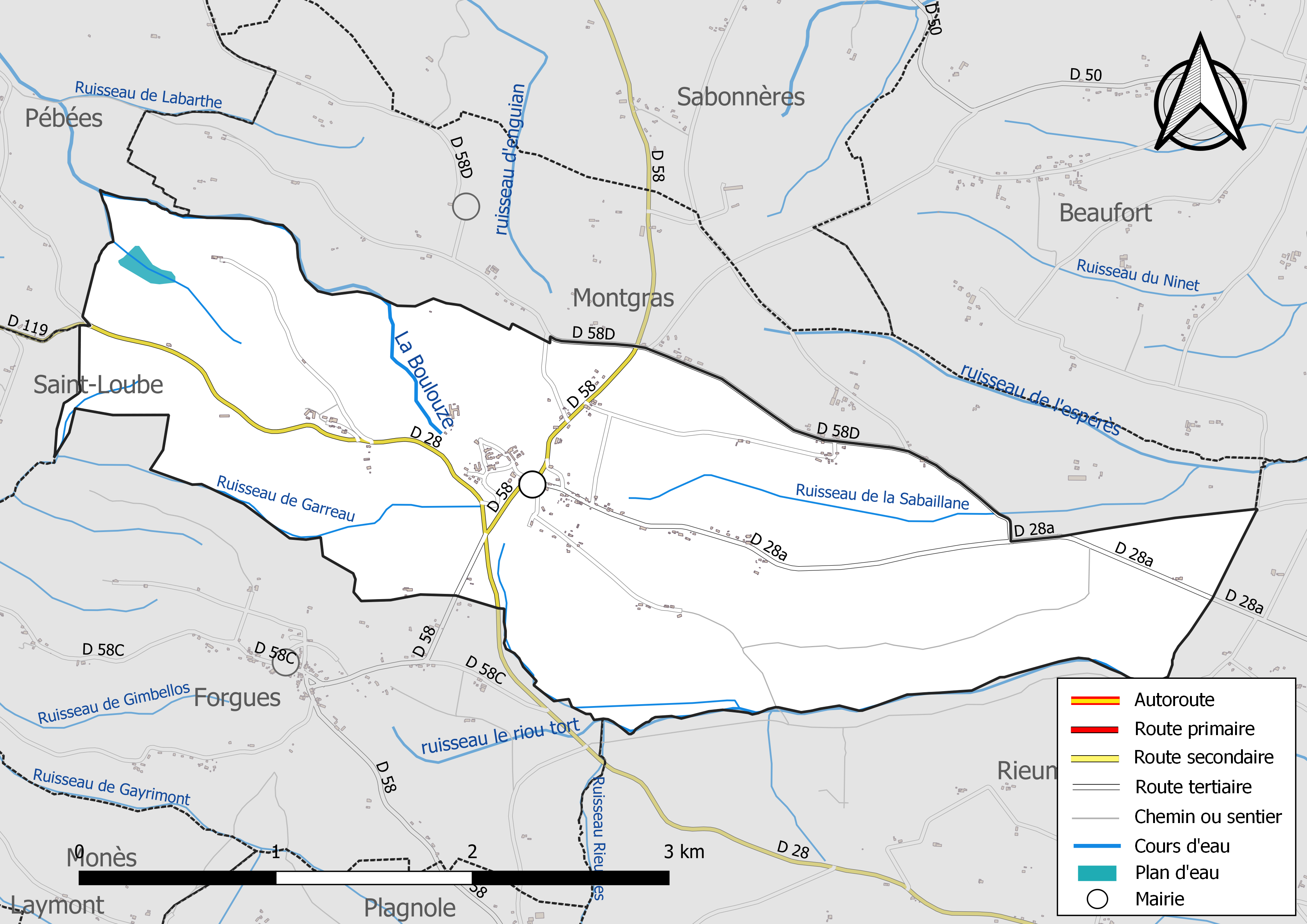
Réseaux hydrographique et routier de Lahage.

La commune est dans le bassin de la Garonne, au sein du bassin hydrographique Adour-Garonne. Elle est drainée par la Boulouze, le ruisseau le riou tort, le ruisseau de Garreau, le ruisseau de la Cabanne, le ruisseau de la Sabaillane et par deux petits cours d'eau, constituant un réseau hydrographique de 8 km de longueur totale,.
La Boulouze, d'une longueur totale de 19,7 km, prend sa source dans la commune et s'écoule vers le nord. Elle traverse la commune et se jette dans La Save à Marestaing (32), après avoir traversé 10 communes.

### Climat
Pour des articles plus généraux, voir Climat de l'Occitanie et Climat de la Haute-Garonne.
En 2010, le climat de la commune est de type climat océanique dégradé des plaines du Centre et du Nord, selon une étude s'appuyant sur une série de données couvrant la période 1971-2000. En 2020, Météo-France publie une typologie des climats de la France métropolitaine dans laquelle la commune est exposée à un climat océanique altéré et est dans la région climatique Aquitaine, Gascogne, caractérisée par une pluviométrie abondante au printemps, modérée en automne, un faible ensoleillement au printemps, un été chaud (19,5 °C), des vents faibles, des brouillards fréquents en automne et en hiver et des orages fréquents en été (15 à 20 jours).
Pour la période 1971-2000, la température annuelle moyenne est de 13,1 °C, avec une amplitude thermique annuelle de 15,9 °C. Le cumul annuel moyen de précipitations est de 772 mm, avec 9,2 jours de précipitations en janvier et 5,8 jours en juillet. Pour la période 1991-2020, la température moyenne annuelle observée sur la station météorologique la plus proche, située sur la commune de Lherm à 13 km à vol d'oiseau, est de 13,6 °C et le cumul annuel moyen de précipitations est de 620,4 mm,. Pour l'avenir, les paramètres climatiques de la commune estimés pour 2050 selon différents scénarios d’émission de gaz à effet de serre sont consultables sur un site dédié publié par Météo-France en novembre 2022.

### Milieux naturels et biodiversité

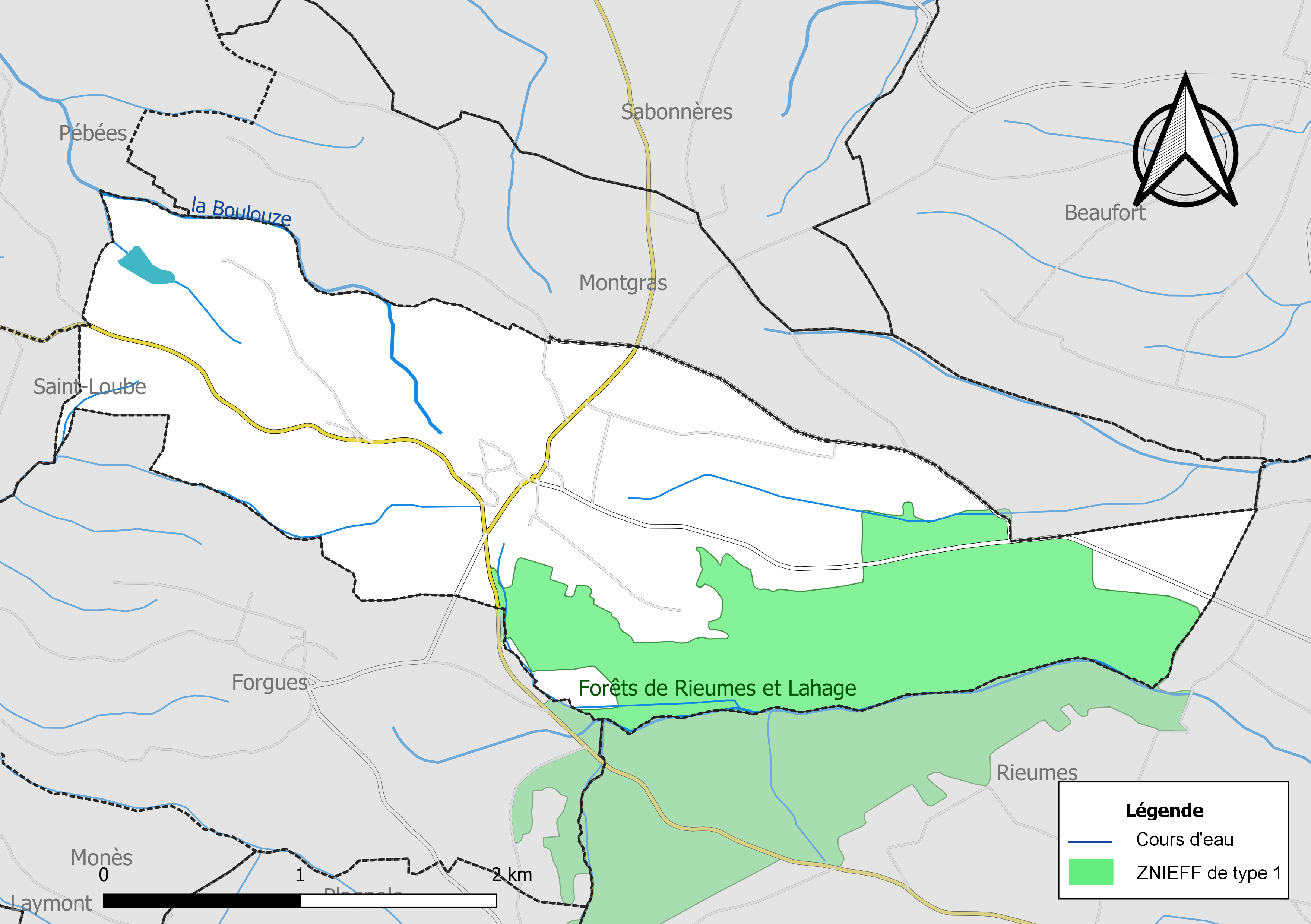
Carte de la ZNIEFF de type 1 localisée sur la commune.

L’inventaire des zones naturelles d'intérêt écologique, faunistique et floristique (ZNIEFF) a pour objectif de réaliser une couverture des zones les plus intéressantes sur le plan écologique, essentiellement dans la perspective d’améliorer la connaissance du patrimoine naturel national et de fournir aux différents décideurs un outil d’aide à la prise en compte de l’environnement dans l’aménagement du territoire.
Une ZNIEFF de type 1 est recensée sur la commune :
les « forêts de Rieumes et Lahage » (728 ha), couvrant 7 communes du département.

## Urbanisme

### Typologie
Au 1er janvier 2024, Lahage est catégorisée commune rurale à habitat dispersé, selon la nouvelle grille communale de densité à sept niveaux définie par l'Insee en 2022.
Elle est située hors unité urbaine. Par ailleurs la commune fait partie de l'aire d'attraction de Toulouse, dont elle est une commune de la couronne,. Cette aire, qui regroupe 527 communes, est catégorisée dans les aires de 700 000 habitants ou plus (hors Paris),.

### Occupation des sols
L'occupation des sols de la commune, telle qu'elle ressort de la base de données européenne d’occupation biophysique des sols Corine Land Cover (CLC), est marquée par l'importance des territoires agricoles (73,7 % en 2018), une proportion identique à celle de 1990 (73,7 %). La répartition détaillée en 2018 est la suivante : 
terres arables (54,8 %), forêts (26,3 %), zones agricoles hétérogènes (16,9 %), prairies (2 %). L'évolution de l’occupation des sols de la commune et de ses infrastructures peut être observée sur les différentes représentations cartographiques du territoire : la carte de Cassini (XVIIIe siècle), la carte d'état-major (1820-1866) et les cartes ou photos aériennes de l'IGN pour la période actuelle (1950 à aujourd'hui).

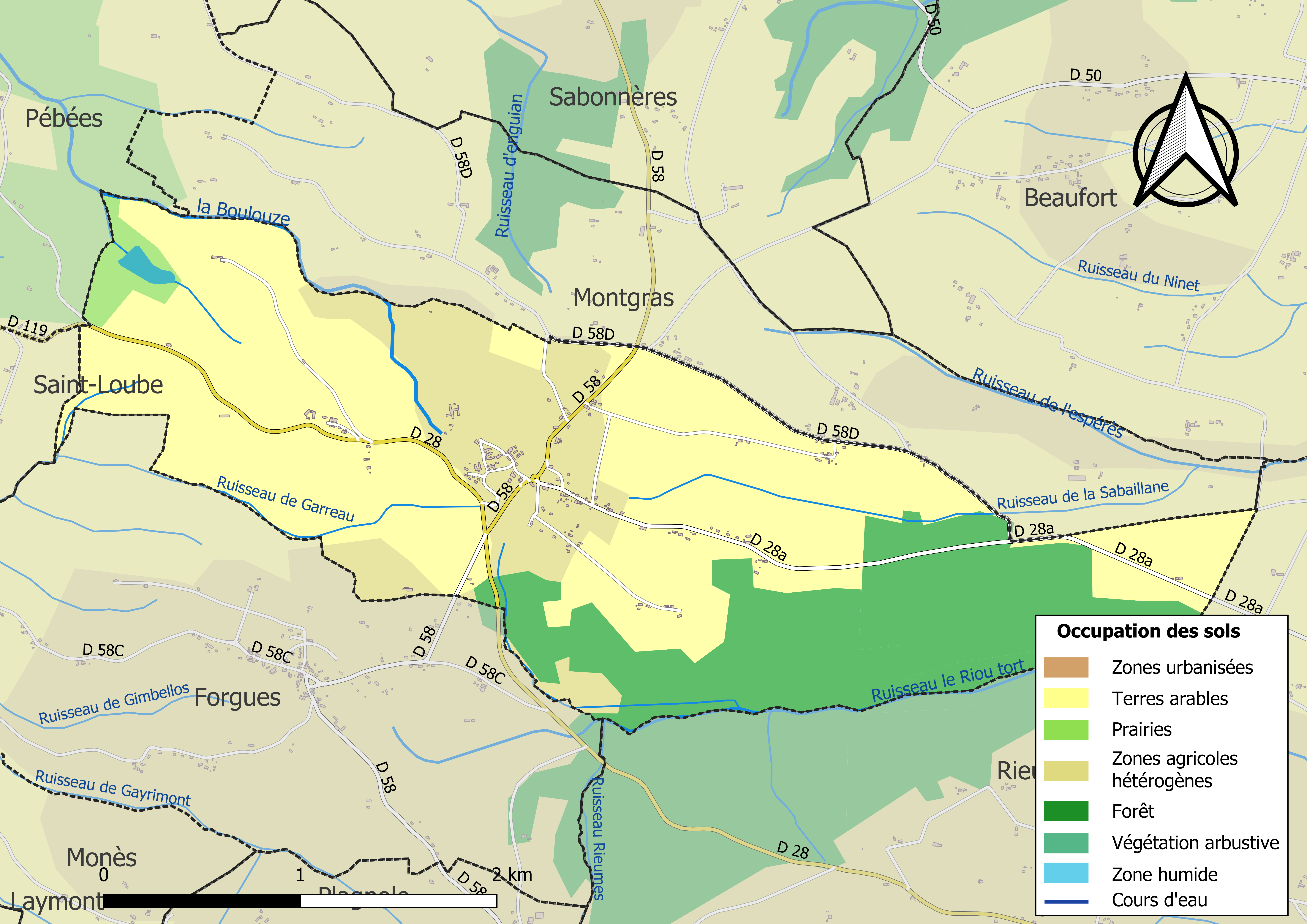
Carte des infrastructures et de l'occupation des sols de la commune en 2018 (CLC).

### Voies de communication et transports
Accès par les routes départementales D 28 et D 58.

### Risques majeurs
Le territoire de la commune de Lahage est vulnérable à différents aléas naturels : météorologiques (tempête, orage, neige, grand froid, canicule ou sécheresse), feux de forêts et séisme (sismicité très faible). Un site publié par le BRGM permet d'évaluer simplement et rapidement les risques d'un bien localisé soit par son adresse soit par le numéro de sa parcelle.
Un plan départemental de protection des forêts contre les incendies a été approuvé par arrêté préfectoral du 25 septembre 2006. Lahage est exposée au risque de feu de forêt du fait de la présence sur son territoire du massif de Rieumes. Il est ainsi défendu aux propriétaires de la commune et à leurs ayants droit de porter ou d’allumer du feu dans l'intérieur et à une distance de 200 mètres des bois, forêts, plantations, reboisements ainsi que des landes. L’écobuage est également interdit, ainsi que les feux de type méchouis et barbecues, à l’exception de ceux prévus dans des installations fixes (non situées sous couvert d'arbres) constituant une dépendance d'habitation,

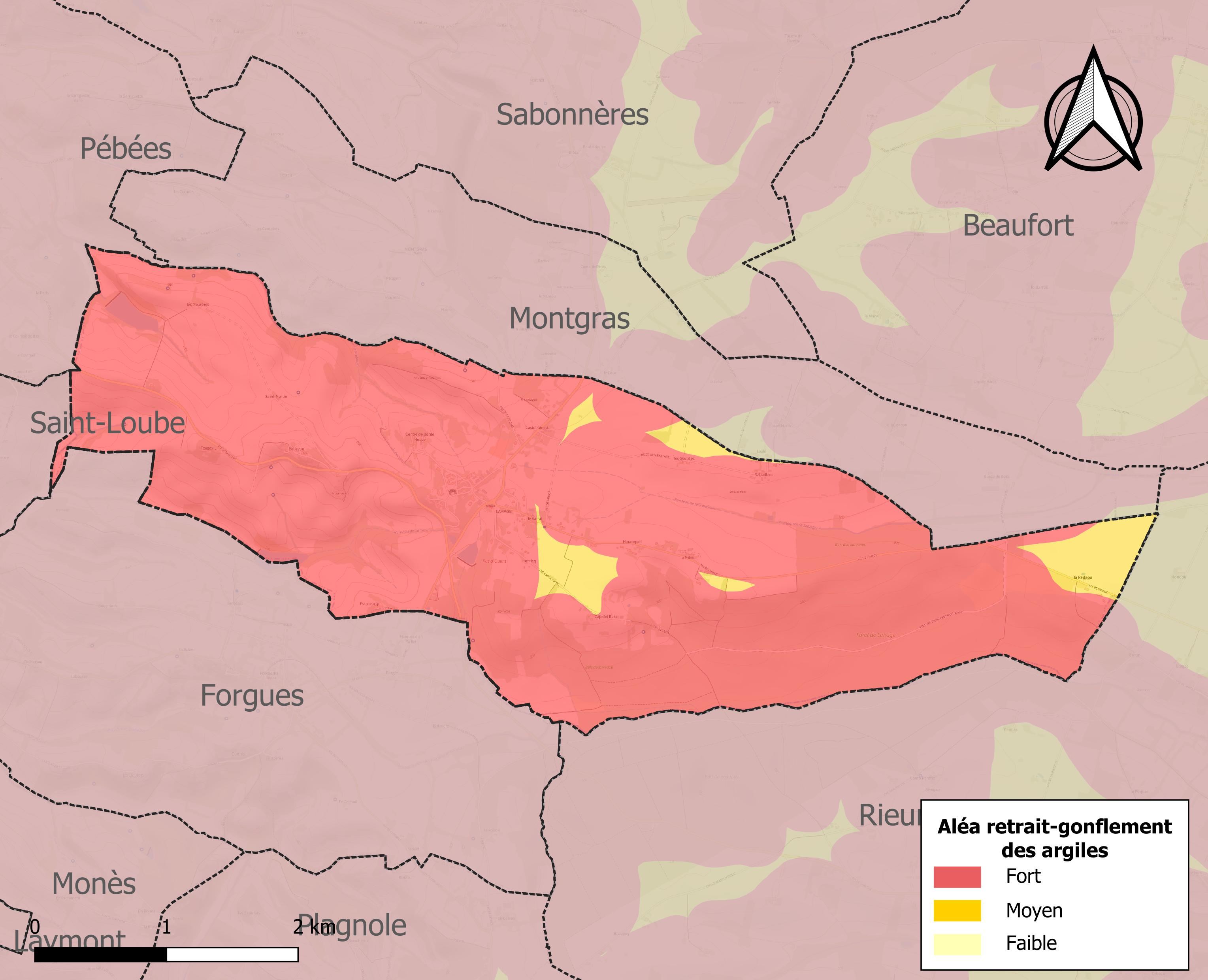
Carte des zones d'aléa retrait-gonflement des sols argileux de Lahage.

Le retrait-gonflement des sols argileux est susceptible d'engendrer des dommages importants aux bâtiments en cas d’alternance de périodes de sécheresse et de pluie. La totalité de la commune est en aléa moyen ou fort (88,8 % au niveau départemental et 48,5 % au niveau national). Sur les 68 bâtiments dénombrés sur la commune en 2019, 68 sont en aléa moyen ou fort, soit 100 %, à comparer aux 98 % au niveau départemental et 54 % au niveau national. Une cartographie de l'exposition du territoire national au retrait gonflement des sols argileux est disponible sur le site du BRGM,.
Par ailleurs, afin de mieux appréhender le risque d’affaissement de terrain, l'inventaire national des cavités souterraines permet de localiser celles situées sur la commune.
Concernant les mouvements de terrains, la commune a été reconnue en état de catastrophe naturelle au titre des dommages causés par la sécheresse en 1989, 2003 et 2015 et par des mouvements de terrain en 1999.

## Toponymie
Le nom du village appartient à la série des Fage, identifiés par Albert Dauzat et Charles Rostaing et il signifie « lieu planté de hêtres, hêtraie ».
Le latin fagus pour « hêtre » a donné le gascon hag et le languedocien fag, que l'on retrouve dans lahage, indiquant la présence de ces arbres dans la région.
Hage est la forme gasconne, correspondant à l'occitan fage, langue caractérisée par l'amuïssement du f [f] initial latin (comme en castillan). La désinence étant francisée, il s'agit en réalité de Hagia, Haya, forme féminine en -a (-o), du suffixe -i- indiquant la localisation. Ce terme est issu du latin fagea « hêtraie ». Le mot hêtre se dit hag en gascon, fag / fau en occitan, termes issus du latin fagus, comme l'ancien français fou.
On trouve aussi le mot Haget / Faget avec le suffixe -etu(m) qui sert à désigner un ensemble d'arbre appartenant à la même espèce (un « collectif ») qui a donné -ey / -ay / -aye / -oy (parfois graphié -et également) selon les dialectes d'oïl, d'où français -aie (maintenant féminin) > hêtr-aie, mot attesté dans le nord de la France sous les formes Fy, Fay, Fey, Foy.

## Histoire
Entre 1100 et 1120 : Les églises Saint-Taurin et de Linard ont été données avec des terres  aux Hospitaliers de Saint Jean de Jérusalem. (Linard, aujourd'hui Lénard est un lieu dit sur les communes de Lahage et de Forgues)
Durant la Seconde Guerre mondiale, l'église du village aurait servi de cache pour armes, hommes ou ravitaillement à l'usage du Maquis de Rieumes.
Par ailleurs, le château servit de point d'appui au Réseau Morhange.
En 1958: Installation de l'Association les Jeunes Handicapés au château.

## Politique et administration

### Administration municipale
Le nombre d'habitants au recensement de 2011 étant compris entre 100 et 499, le nombre de membres du conseil municipal pour l'élection de 2014 est de onze,.

### Rattachements administratifs et électoraux
Commune faisant partie de la huitième circonscription de la Haute-Garonne de la communauté de communes Cœur de Garonne et du canton de Cazères (avant le redécoupage départemental de 2014, Lahage faisait partie de l'ex-canton de Rieumes) et avant le 1er janvier 2017 elle faisait aussi partie de la communauté de communes du Savès.

### Liste des maires
| Période                                  | Période  | Identité          | Étiquette | Qualité       |
| ---------------------------------------- | -------- | ----------------- | --------- | ------------- |
| Les données manquantes sont à compléter. |          |                   |           |               |
| juin 1995                                | En cours | Serge Bonnemaison | DVG       | Fonctionnaire |

## Population et société

### Démographie
L'évolution du nombre d'habitants est connue à travers les recensements de la population effectués dans la commune depuis 1793. Pour les communes de moins de 10 000 habitants, une enquête de recensement portant sur toute la population est réalisée tous les cinq ans, les populations de référence des années intermédiaires étant quant à elles estimées par interpolation ou extrapolation. Pour la commune, le premier recensement exhaustif entrant dans le cadre du nouveau dispositif a été réalisé en 2008.

En 2022, la commune comptait 205 habitants, en évolution de −4,65 % par rapport à 2016 (Haute-Garonne : +8,02 %, France hors Mayotte : +2,11 %).
| 1793 | 1800 | 1806 | 1821 | 1831 | 1836 | 1841 | 1846 | 1851 |
| ---- | ---- | ---- | ---- | ---- | ---- | ---- | ---- | ---- |
| 191  | 174  | 180  | 210  | 218  | 204  | 201  | 193  | 191  |

| 1856 | 1861 | 1866 | 1872 | 1876 | 1881 | 1886 | 1891 | 1896 |
| ---- | ---- | ---- | ---- | ---- | ---- | ---- | ---- | ---- |
| 238  | 210  | 190  | 171  | 182  | 183  | 184  | 194  | 153  |

| 1901 | 1906 | 1911 | 1921 | 1926 | 1931 | 1936 | 1946 | 1954 |
| ---- | ---- | ---- | ---- | ---- | ---- | ---- | ---- | ---- |
| 128  | 132  | 151  | 137  | 143  | 124  | 108  | 105  | 94   |

| 1962 | 1968 | 1975 | 1982 | 1990 | 1999 | 2006 | 2008 | 2013 |
| ---- | ---- | ---- | ---- | ---- | ---- | ---- | ---- | ---- |
| 170  | 170  | 94   | 171  | 258  | 262  | 240  | 233  | 222  |

| 2018 | 2022 | - | - | - | - | - | - | - |
| ---- | ---- | - | - | - | - | - | - | - |
| 202  | 205  | - | - | - | - | - | - | - |

| selon la population municipale des années : | 1968 | 1975 | 1982 | 1990 | 1999 | 2006 | 2009 | 2013 |
| Rang de la commune dans le département      | 337  | 432  | 330  | 294  | 326  | 347  | 359  | 372  |
| Nombre de communes du département           | 592  | 582  | 586  | 588  | 588  | 588  | 589  | 589  |

#### Santé
Un foyer de vie construit dans le parc du château accueille des personnes adultes vivant avec un handicap mental ou psychique.

### Enseignement
Lahage fait partie de l'académie de Toulouse.
Le village accueille également l'Ecole Européenne de la Transition Ecologique, école pilote qui a depuis essemé en réseau partout en France.

### Activités sportives
Chasse, pétanque, randonnée pédestre,

### Écologie et recyclage
La collecte et le traitement des déchets des ménages et des déchets assimilés ainsi que la protection et la mise en valeur de l'environnement se font dans le cadre de la Communauté de communes du Savès.
Il existe une déchèterie située sur la commune de Rieumes (déchèterie du Savès).

## Économie

### Revenus
En 2018  (données Insee publiées en septembre 2021), la commune compte 57 ménages fiscaux, regroupant 137 personnes. La médiane du revenu disponible par unité de consommation est de 24 040 € (23 140 € dans le département).

### Emploi
|                | 2008  | 2013  | 2018  |
| -------------- | ----- | ----- | ----- |
| Commune        | 4,5 % | 5,7 % | 5,6 % |
| Département    | 7,7 % | 9,6 % | 9,3 % |
| France entière | 8,3 % | 10 %  | 10 %  |

En 2018, la population âgée de 15 à 64 ans s'élève à 160 personnes, parmi lesquelles on compte 48,1 % d'actifs (42,5 % ayant un emploi et 5,6 % de chômeurs) et 51,9 % d'inactifs,. Depuis 2008, le taux de chômage communal (au sens du recensement) des 15-64 ans est inférieur à celui de la France et du département.
La commune fait partie de la couronne de l'aire d'attraction de Toulouse, du fait qu'au moins 15 % des actifs travaillent dans le pôle,. Elle compte 111 emplois en 2018, contre 134 en 2013 et 183 en 2008. Le nombre d'actifs ayant un emploi résidant dans la commune est de 70, soit un indicateur de concentration d'emploi de 158,3 % et un taux d'activité parmi les 15 ans ou plus de 40,9 %.
Sur ces 70 actifs de 15 ans ou plus ayant un emploi, 13 travaillent dans la commune, soit 19 % des habitants. Pour se rendre au travail, 84,3 % des habitants utilisent un véhicule personnel ou de fonction à quatre roues, 2,9 % les transports en commun, 5,8 % s'y rendent en deux-roues, à vélo ou à pied et 7,1 % n'ont pas besoin de transport (travail au domicile).

### Activités hors agriculture

#### Secteurs d'activités
13 établissements sont implantés  à Lahage au 31 décembre 2019.
Le secteur de l'industrie manufacturière, des industries extractives et autres est prépondérant sur la commune puisqu'il représente 30,8 % du nombre total d'établissements de la commune (4 sur les 13 entreprises implantées  à Lahage), contre 5,7 % au niveau départemental.

#### Entreprises et commerces
L'Association les Jeunes Handicapés (AJH) a son siège au château de Lahage. Cette association est le plus gros employeur de la commune. Centre d'aide par le travail.
L'association 3PA, engagée sur les questions culturelles, écologiques et de formation, a son siège dans d'anciens bâtiments de l'AJH, au lieu dit Bordanova. Elle y a notamment crée la première école de la transition écologique. Le tiers lieu accueille également plusieurs entreprises, dont une brasserie.
Le reste de l'économie est essentiellement basée sur l'agriculture (céréales : maïs, blé…).

### Agriculture
|               | 1988 | 2000 | 2010 | 2020 |
| ------------- | ---- | ---- | ---- | ---- |
| Exploitations | 11   | 9    | 6    | 5    |
| SAU (ha)      | 463  | 356  | 317  | 266  |

La commune est dans les « Coteaux du Gers », une petite région agricole occupant une partie nord-ouest du département de la Haute-Garonne, caractérisée par une succession de coteaux peu accidentés, les surfaces cultivées étant entièrement dévolues aux grandes cultures. En 2020, l'orientation technico-économique de l'agriculture  sur la commune est la culture de céréales et/ou d'oléoprotéagineuses. Cinq exploitations agricoles ayant leur siège dans la commune sont dénombrées lors du recensement agricole de 2020 (onze en 1988). La superficie agricole utilisée est de 266 ha,,.

## Culture locale et patrimoine

### Lieux et monuments
- Église Saint-Taurin.
- Château d'époque Louis XIV, ayant servi de résidence aux nobles qui venaient chasser dans les bois de la commune. C'est aujourd'hui le siège de l'Association les Jeunes Handicapés (AJH).
- Chapelle du château de style néo-gothique construite en 1872[44], restaurée et rénovée[45],[46].

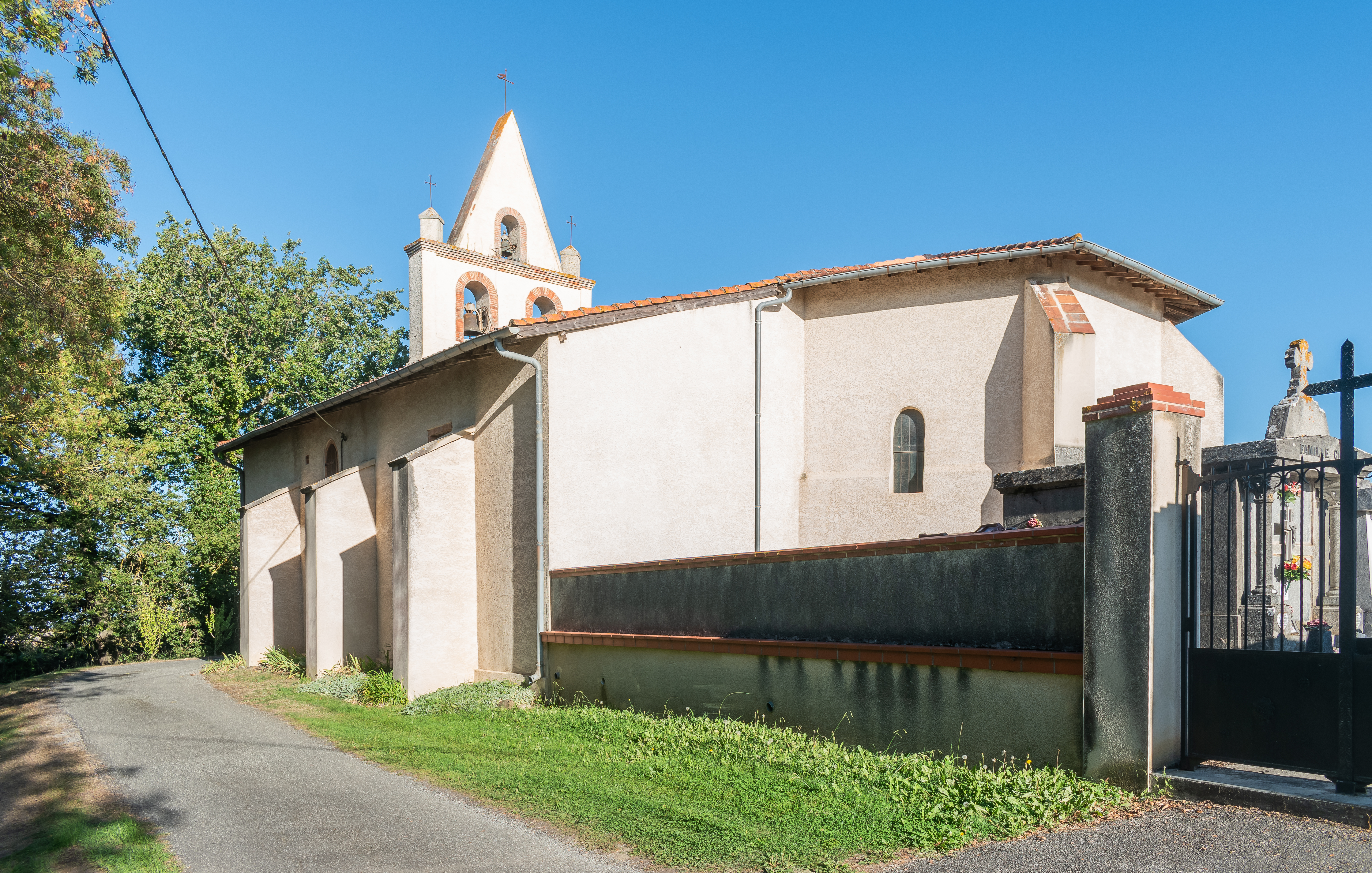
Église Saint-Taurin
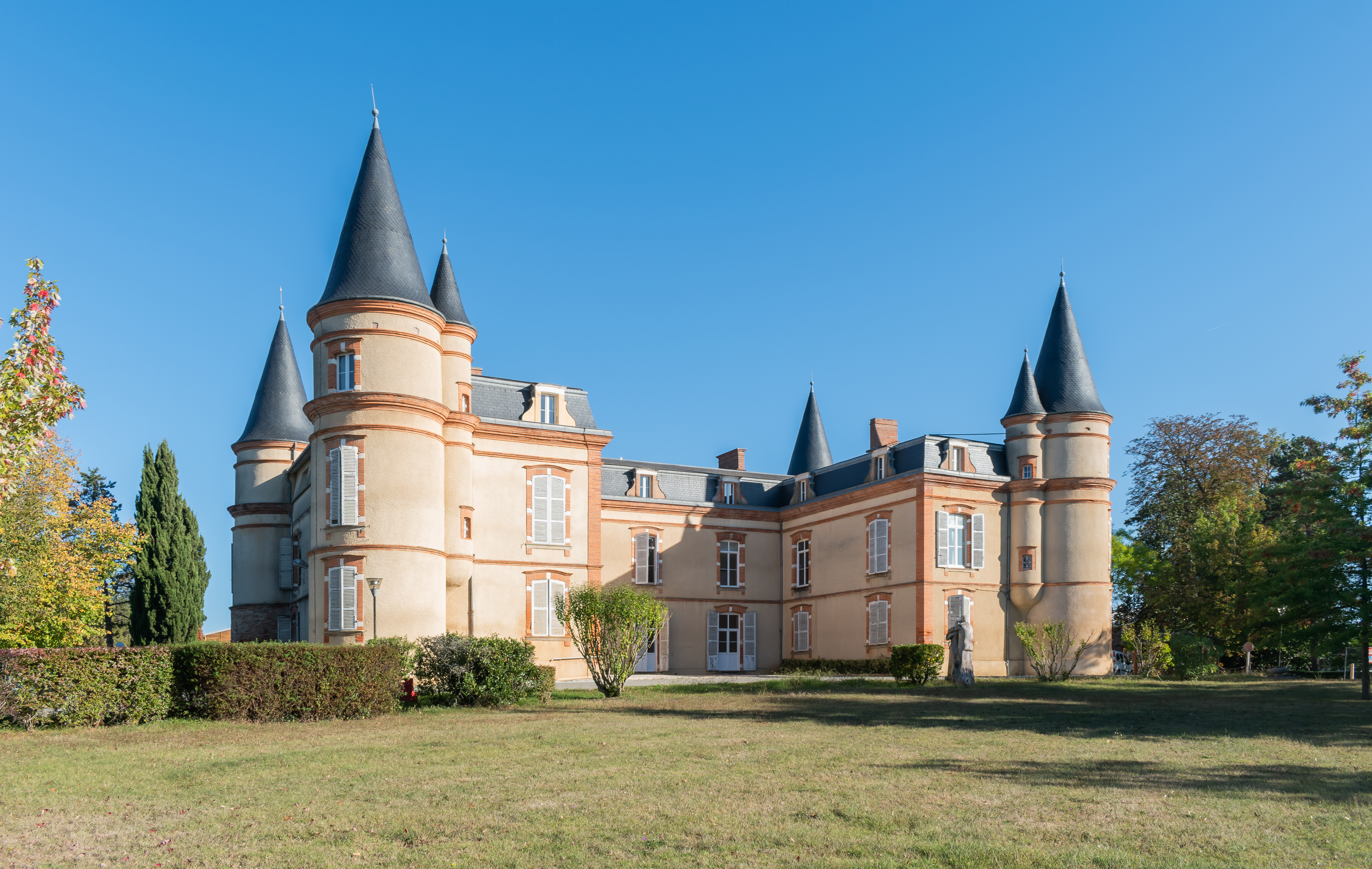
Château de Lafage
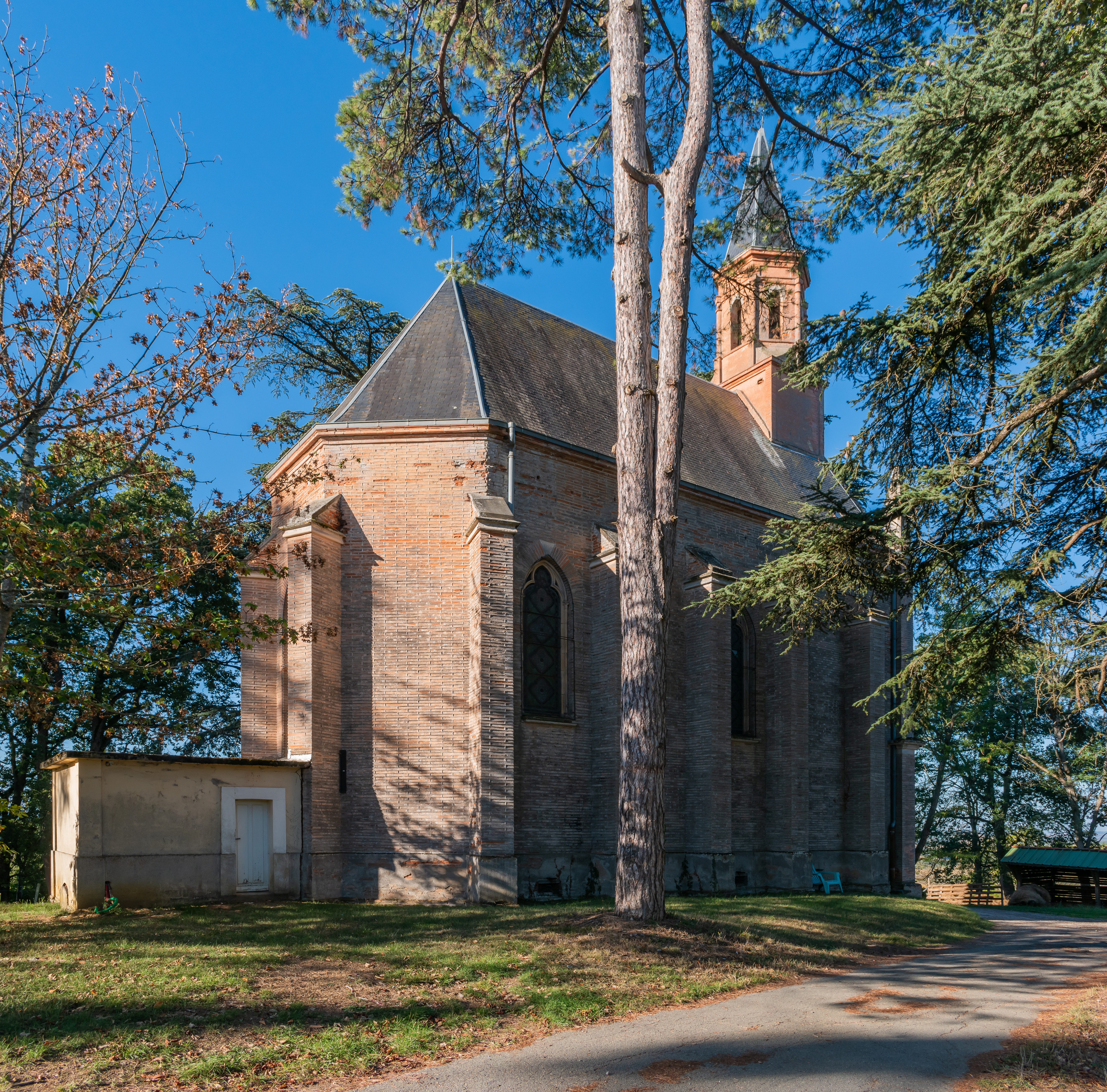
Chapelle du château